# Artjom Nikolajewitsch Bystrow

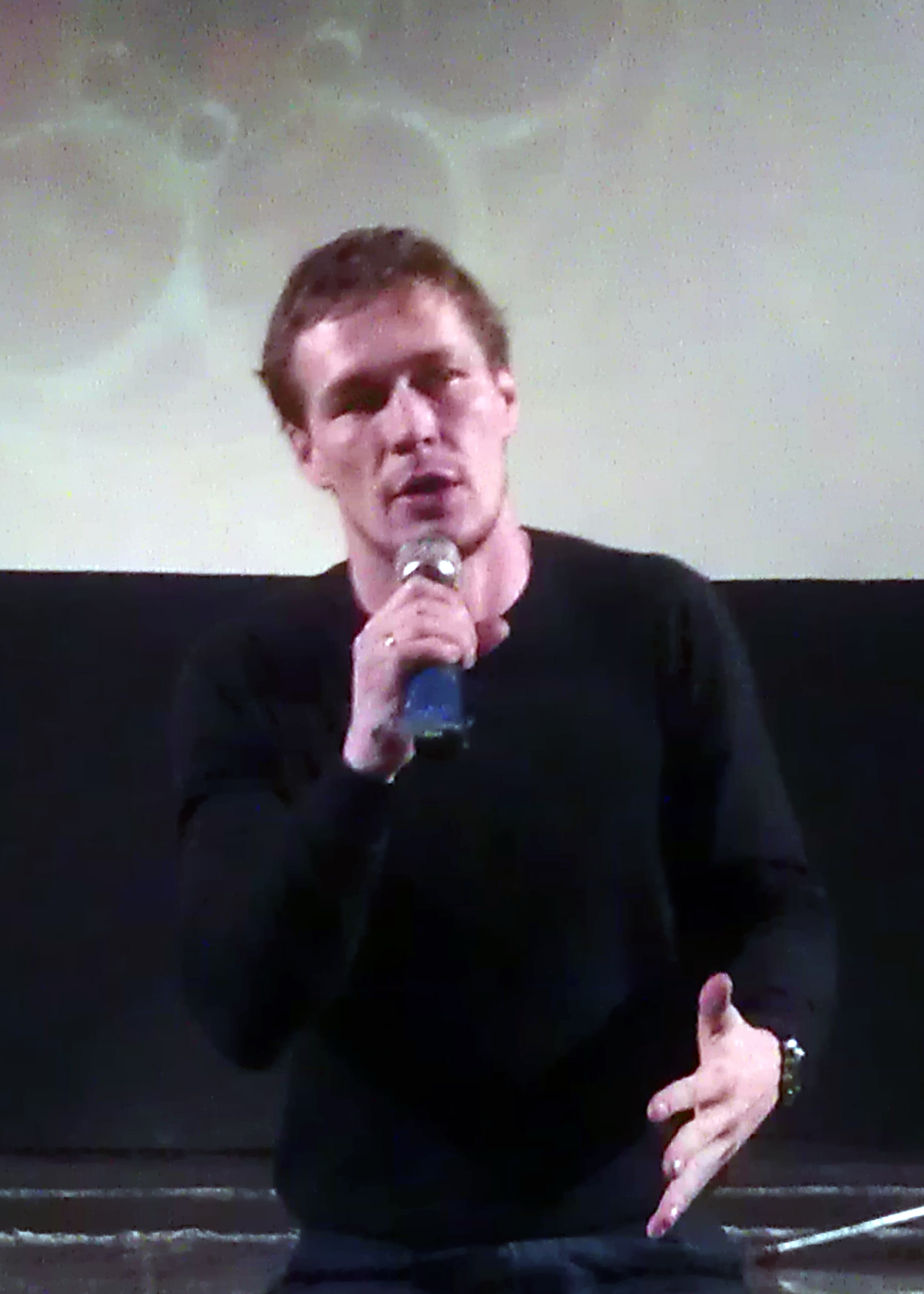
Artjom Nikolajewitsch Bystrow (2015)

Artjom Nikolajewitsch Bystrow (russisch Артём Николаевич Быстров, wiss. Transliteration Artëm Nikolaevič Bystrov; * 19. März 1985 in Gorki, Oblast Gorki, RSFSR, Sowjetunion) ist ein russischer Schauspieler.

## Leben
Bystrow wurde am 19. März 1985 in Gorki, dem heutigen Nischni Nowgorod, geboren. Nach seiner allgemeinen Schulzeit studierte er an der Nizhny Novgorod Theater School. Einem Studium mit Abschluss an der Moscow Art Theatre School folgte ein Engagement als Theaterdarsteller im Moscow Art Theater. Nach ersten Besetzungen in verschiedenen Film- und Serienproduktionen, spielte er 2014 im Filmdrama Durak – Der ehrliche Idiot die Hauptrolle des Dima Nikitin. Zwei Jahre später hatte er die Rolle des Kranovshchik im Filmdrama Earthquake – Die Welt am Abgrund inne. Im Folgejahr war er in der Fernsehserie The Optimists in der Rolle des Leonid Korneev zu sehen. 2021 mimte er dieselbe Rolle in der Nachfolgerserie Optimisty: Karibskiy sezon.

## Filmografie (Auswahl)
- 2014: Durak – Der ehrliche Idiot (Durak/Дурак)
- 2016: Earthquake – Die Welt am Abgrund (Zemletryasenie/Землетрясение)
- 2017: The Optimists (Оптимисты, Fernsehserie, 13 Episoden)
- 2017: The Impasse (Kurzfilm)
- 2018: T-34
- 2019: Beyond the Wind (Обгоняя время, Fernsehserie)
- 2021: Optimisty: Karibskiy sezon (Оптимисты. Карибский сезон, Fernsehserie, 8 Episoden)
- 2021: An Hour Before the Dawn (Za chas do rassveta/За час до рассвета, Fernsehserie, 16 Episoden)
- 2021: The Official (Chinovnitsa/Чиновница, Fernsehserie, 8 Episoden)
- 2021: 5 Weeks (5 Weeks/5 недель)
- seit 2021: Container (Konteyner/Контейнер, Fernsehserie)